# سنط راتنجي

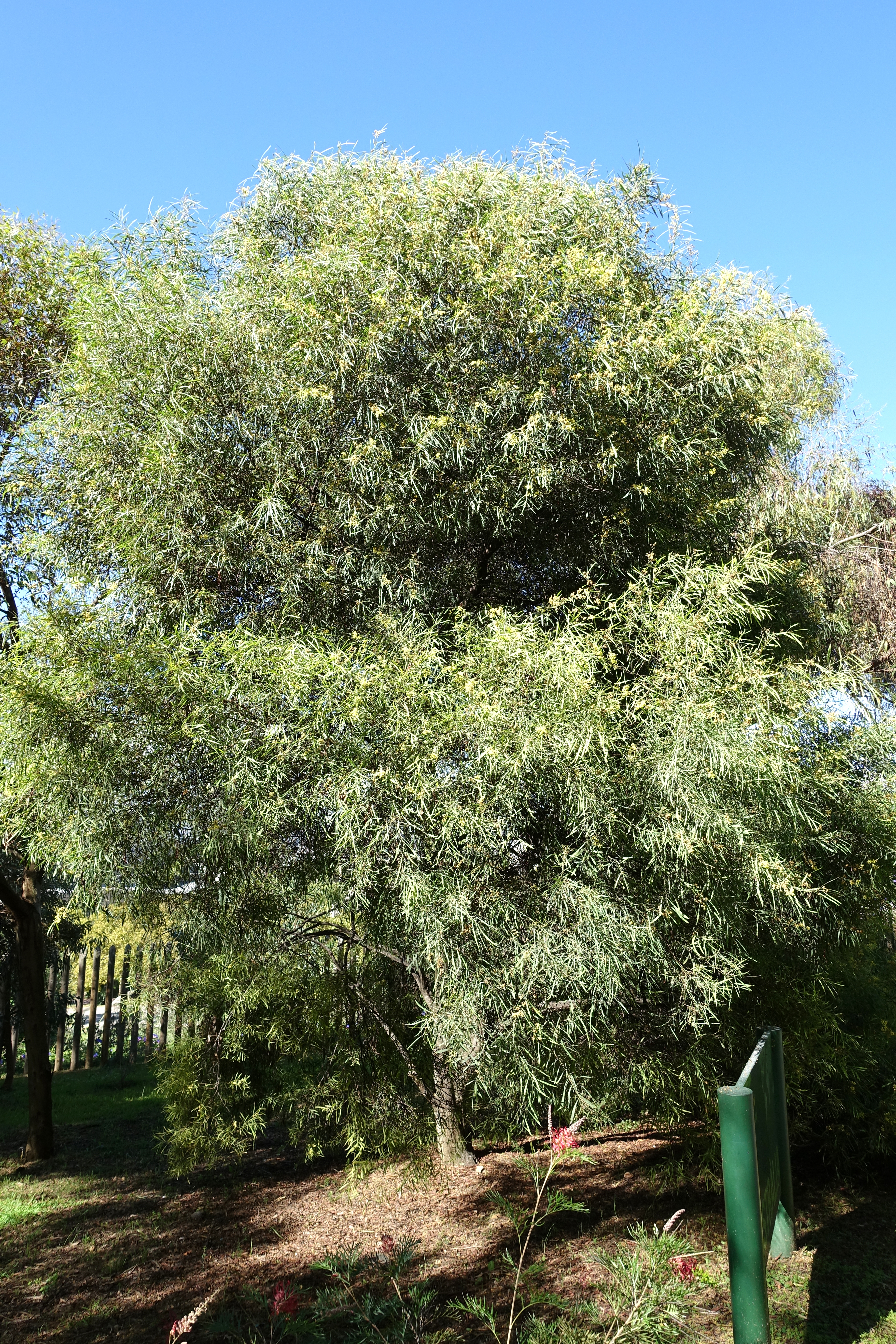
شجرة سنط الراتنج

السنط الرَّاتِنجي أو السنط كثير الزهر هي شجيرة أبيدة موطنها جنوب أسترالية وفِكتورية وتسمانية. تنمو الشماريخ قصيرة من الزهور الصفراء بشكل دوري على مدار العام. 